# Tell Jazira
TellJazira (tiếng Ả Rập: تل جزيرة), còn được gọi là Eiel (ايل), là một ngôi làng gần Tell Tamer ở phía tây tỉnh al-Hasakah, đông bắc Syria. Về mặt hành chính, nó thuộc về Nahiya Tell Tamer.
Ngôi làng có người Assyria thuộc Giáo hội Assyria ở phía Đông. Tại cuộc điều tra dân số năm 2004, nó có dân số 190.  
- Người Assyria ở Syria
- Danh sách các khu định cư của người Assyria
- Tấn công Al-Hasakah (Tháng 2, tháng 3 năm 2015)